# Circonscription électorale d'Iwate
La circonscription électorale d'Iwate (岩手県選挙区, Iwate-ken senkyo-ku) est une subdivision électorale de la Chambre des conseillers du Japon, représentant la préfecture d'Iwate. Deux conseillers y sont élus au scrutin uninominal majoritaire à un tour.

## Conseillers
| Série 1 (1947 : 1er, mandat de 6 ans) | Série 1 (1947 : 1er, mandat de 6 ans) | Élection                      | Série 2 (1947 : 2e, mandat de 3 ans) | Série 2 (1947 : 2e, mandat de 3 ans) |
| ------------------------------------- | ------------------------------------- | ----------------------------- | ------------------------------------ | ------------------------------------ |
|                                       | Katsuji Debuchi (ja) (Ind.)           | 1947                          |                                      | Tadashi Chida (ja) (Ind.)            |
|                                       | Matsusuke Kawamura (ja) (PLJ)         | 1947,                         |                                      | Tadashi Chida (ja) (Ind.)            |
| 1950                                  | Matsusuke Kawamura (ja) (PLJ)         |                               |                                      | Tadashi Chida (ja) (Ind.)            |
|                                       | Matsusuke Kawamura (PL)               | 1953                          |                                      | Tadashi Chida (ja) (Ind.)            |
| 1956                                  | Matsusuke Kawamura (PL)               |                               |                                      | Tadashi Chida (ja) (Ind.)            |
|                                       | Teiji Yamura (ja) (PLD)               | 1959                          |                                      | Tadashi Chida (ja) (Ind.)            |
| 1962                                  | Teiji Yamura (ja) (PLD)               |                               | Kankichi Watanabe (ja) (PSJ)         |                                      |
| 1965                                  | Teiji Yamura (ja) (PLD)               |                               | Kankichi Watanabe (ja) (PSJ)         |                                      |
| Michiyuki Isurugi (ja) (PLD)          | 1968,                                 |                               | Kankichi Watanabe (ja) (PSJ)         |                                      |
| Michiyuki Isurugi (ja) (PLD)          | 1968                                  |                               | Sakari Masuda (ja) (PLD)             |                                      |
| Michiyuki Isurugi (ja) (PLD)          | 1971                                  |                               | Sakari Masuda (ja) (PLD)             |                                      |
| Michiyuki Isurugi (ja) (PLD)          | 1974                                  |                               | Sakari Masuda (ja) (PLD)             |                                      |
| Michiyuki Isurugi (ja) (PLD)          | 1977                                  |                               | Sakari Masuda (ja) (PLD)             |                                      |
| Michiyuki Isurugi (ja) (PLD)          | 1980                                  |                               | Sakari Masuda (ja) (PLD)             |                                      |
| Michiyuki Isurugi (ja) (PLD)          | 1983                                  |                               | Sakari Masuda (ja) (PLD)             |                                      |
| Michiyuki Isurugi (ja) (PLD)          | 1986                                  | Kiyotaka Takahashi (ja) (PLD) |                                      |                                      |
|                                       | Jin'ichi Ogawa (ja) (PSJ)             | Kiyotaka Takahashi (ja) (PLD) | 1987,                                |                                      |
| 1989                                  | Jin'ichi Ogawa (ja) (PSJ)             | Kiyotaka Takahashi (ja) (PLD) |                                      |                                      |
| 1992                                  | Jin'ichi Ogawa (ja) (PSJ)             | Motoo Shiina (ja) (PLD)       |                                      |                                      |
|                                       | Yoshinori Takahashi (ja) (Shinshintō) | Motoo Shiina (ja) (PLD)       | 1995                                 |                                      |
| 1998                                  | Yoshinori Takahashi (ja) (Shinshintō) |                               | Motoo Shiina (Ind.)                  |                                      |
|                                       | Tatsuo Hirano (ja) (PL)               | 2001                          | Motoo Shiina (Ind.)                  |                                      |
| 2004                                  | Tatsuo Hirano (ja) (PL)               |                               | Ryō Shuhama (PDJ)                    |                                      |
|                                       | Tatsuo Hirano (PDJ)                   | 2007                          | Ryō Shuhama (PDJ)                    |                                      |
| 2010                                  | Tatsuo Hirano (PDJ)                   |                               | Ryō Shuhama (PDJ)                    |                                      |
|                                       | Tatsuo Hirano (Ind.)                  | 2013                          | Ryō Shuhama (PDJ)                    |                                      |
| 2016                                  | Tatsuo Hirano (Ind.)                  |                               | Eiji Kidoguchi (ja) (Ind.)           |                                      |
|                                       | Takanori Yokosawa (ja) (Ind.)         | 2019                          | Eiji Kidoguchi (ja) (Ind.)           |                                      |
| 2022                                  | Takanori Yokosawa (ja) (Ind.)         |                               | Megumi Hirose (PLD)                  |                                      |
| ,2024                                 | Takanori Yokosawa (ja) (Ind.)         |                               | Eiji Kidoguchi (PDC)                 |                                      |
|                                       | Takanori Yokosawa (PDC)               | 2025                          | Eiji Kidoguchi (PDC)                 |                                      |